# Beatrix
För asteroiden, se 83 Beatrix.

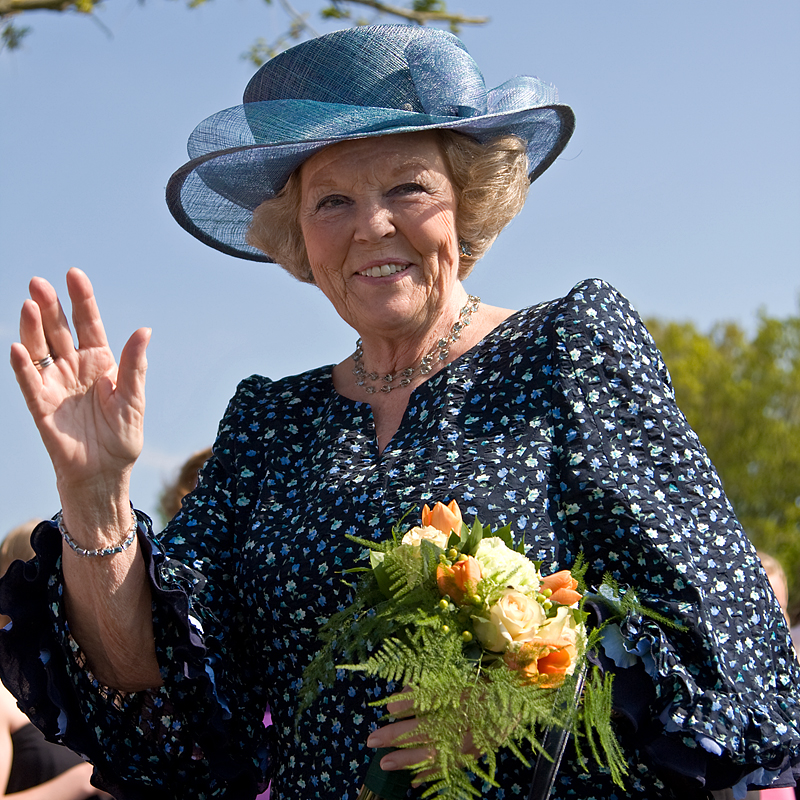
Beatrix av Nederländerna

Beatrix är ett latinskt kvinnonamn som betyder lyckosam. Namnet har förekommit i Sverige sedan mitten av 1300-talet. Den franska varianten av namnet är Beatrice.
Den 31 december 2014 fanns det totalt 311 kvinnor folkbokförda i Sverige med namnet Beatrix, varav 145 bar det som tilltalsnamn.
Namnsdag: saknas

## Personer vid namn Beatrix
- Beatrix av Bayern, svensk drottninggemål till kung Erik Magnusson
- Beatrix av Neapel, drottning av Ungern och Böhmen
- Beatrix av Nederländerna, nederländsk drottning och statschef 1980–2013, därefter prinsessa
- Béatrix Beck, belgisk-fransk författare
- Béatrix de Cusance, hertiginna av Lothringen
- Beatrix Loughran, amerikansk konståkerska
- Beatrix Potter, brittisk barnboksförfattare och illustratör
- Beatrix Ramosaj, kosovoalbansk sångerska